# Sidi Yahia El Aidli
 (juin 2012).
Si vous disposez d'ouvrages ou d'articles de référence ou si vous connaissez des sites web de qualité traitant du thème abordé ici, merci de compléter l'article en donnant les références utiles à sa vérifiabilité et en les liant à la section « Notes et références ».
Sidi Yahia El Aidli (en arabe : سيدي يحيى العيدلي, en kabyle Sidi Yeḥya At Σidel) est un savant soufi du XVe siècle, fondateur de la zaouïa de Tamokra (dite Timɛemmert en kabyle) et vénéré comme un saint personnage à Tamokra. Sidi Yahia est né à Takorabt (Taquṛṛabt) en Kabyle dans l'actuelle commune d'Ighil Ali dans la région de Béjaia, en Algérie.

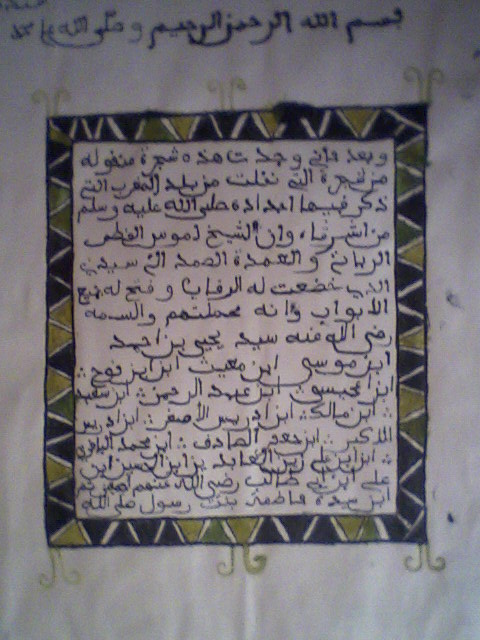
Copie d'un ancien manuscrit sur Sidi Yahia retraçant sa généalogie

## Toponyme
- Sidi est un mot Kabyle d'origine arabe (en arabe سيدي Sayidi "monsieur, mon chef") qui signifie "mon seigneur".

- Yahia, en Kabyle "Yaḥya" est son nom de naissance, un nom arabe qui signifie "Il vivra".

- El Aidli est la forme arabe de Aït Aidel (At Σidel), la confédération tribale à laquelle appartiennent Tamokra et les quelques village avoisinant.

## Biographie

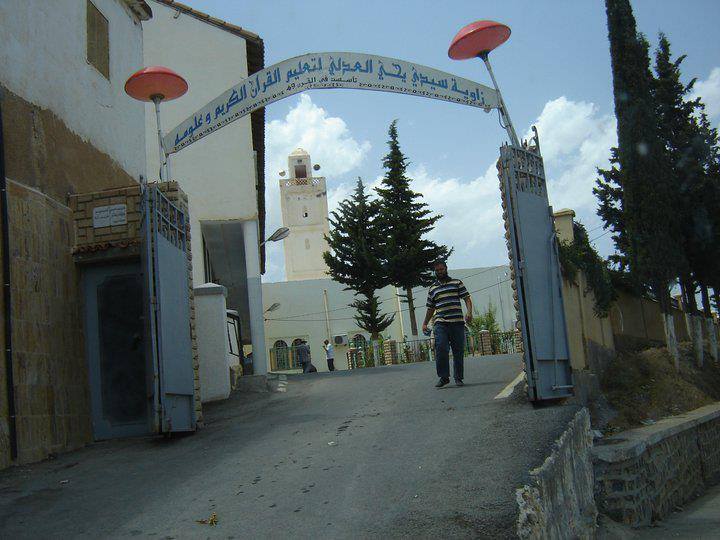
La zawïa de Sidi Yahia El Aidli kab

Sidi Yahia El Aidli a été l'éleve de Ibrahim al-Bija’i (mort en 1437), d'un des plus grands érudits de son temps, ainsi que de Sidi Abd er-Rahman eth-Tha'âlibi, Sidi Touati. Il évolua dans un milieu scientifique exceptionnel.
Sidi Yahia El Aidli serait resté sept ans dans une grotte appelée "La Kheloua" (Lxelwa) en Kabyle. Puis il sortit et il rencontra un berger qui lui parla de sept chèvres. Alors Yahia lui dit qu'il doit s'isoler dans sa grotte sept ans de plus. En tout, Yahia passa quatorze ans dans la Kheloua et bâtit à sa sortie la Zaouïa de Ouan Ali, qui sera après rebâtie à Tamokra sous le nom de Tim'amert.
Sidi Yahia El Aidli est mort à Tamokra en 1477. Il y est enterré, dans un mausolée que les autochtones appellent "Taquṛṛabt", face à Agoulmime dans l'ancien village de Tamokra situé en contrebas du cimetière.

## Légende locale

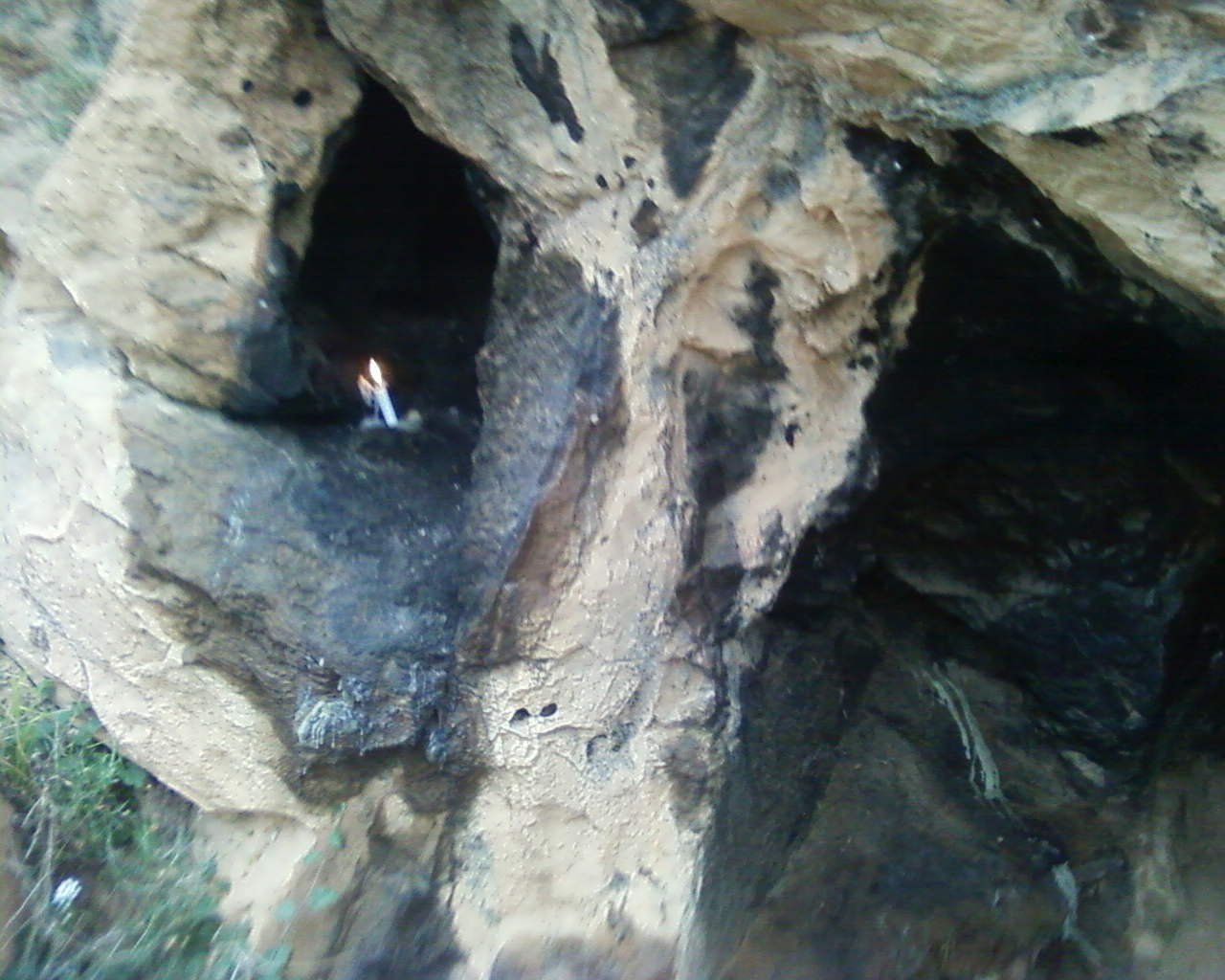
La retraite de Sidi Yahia El Aidli "Lxelwa"

La légende locale dit que durant son ermitage (Kheloua), un jour de neige, que Yahia descendit à la source d'eau située en contrebas pour se laver, et un miracle survient, l'eau de la source, glaciale, devenue bouillonnante dès que Yahia la toucha. Cette source est la station thermale qui porte aujourd'hui le nom de Hammam Sidi Yahia El Aidli.
A son retour de la Kheloua, Sidi Yahia aurait découvert que le village avait organisé une distribution de viande et qu'une vieille femme pauvre et seule n'avait pas eu sa part, alors le veau sacrifié pour l'occasion se serait ressuscité en ramassant les morceaux de son corps depecé.
Un homme mourant se serait rétabli de sa maladie dès que Yahia l'aurait touché.
Une sécheresse se serait abattue sur la région de Tamokra, les fermiers partirent vers Yahia et lui demandèrent de prier Dieu afin qu'il ramène la pluie en échange de quoi ils lui donneraient des terres. Yahia accepta mais leur a demandé la charité (Zakat) au profit de sa zaouïa au lieu des terres. Quand Yahia pria, la pluie tomba et, depuis ce jour, tous les habitants de la région, même les arabes, versent une aumône à la zaouïa de Sidi Yahia.